# Івашківці (Кам'янець-Подільський район)
Іва́шківці — село Кам'янець-Подільського району Хмельницької області, розташоване поблизу річки Дністер та кордону з Молдовою.

## Географія
За 4 км на північ від села проходить автодорога Т 2308. В межах села розташовані 3 ставки та струмок. Село розташоване у двох ярах. Івашківці складаються з кількох присілків: Івонівка, Цигольні, Обуча, Центр, Балки, Глинище, Жиляківка, Верх, Толока. Також в межах села є Павлушин Лісок та джерело Стовбій (Штовбій). На території села є багато лісів, де можна гарно провести час з друзями та родиною (Трихів Ліс).[джерело?]

## Символіка

### Герб
Щит у золотистій оправі, фон – лазурового кольору. У верхній частині щита зображено три гілки дуба із жолудями, що символізує велику кількість лісів на території села, також могутність та велич. У нижній частині рушниця, що направлена у лівий верхній кут. Рушниця символізує пана, який першим оселився на території села аби займатися полюванням.

### Прапор
Прямокутне полотнище зеленого кольору. У лівій верхній частині розміщено глечик та навхрест два жовтих колоски пшениці, що символізує достаток та родючість даної території. Зелений колір - велику кількість лісів на території села.

## Історія

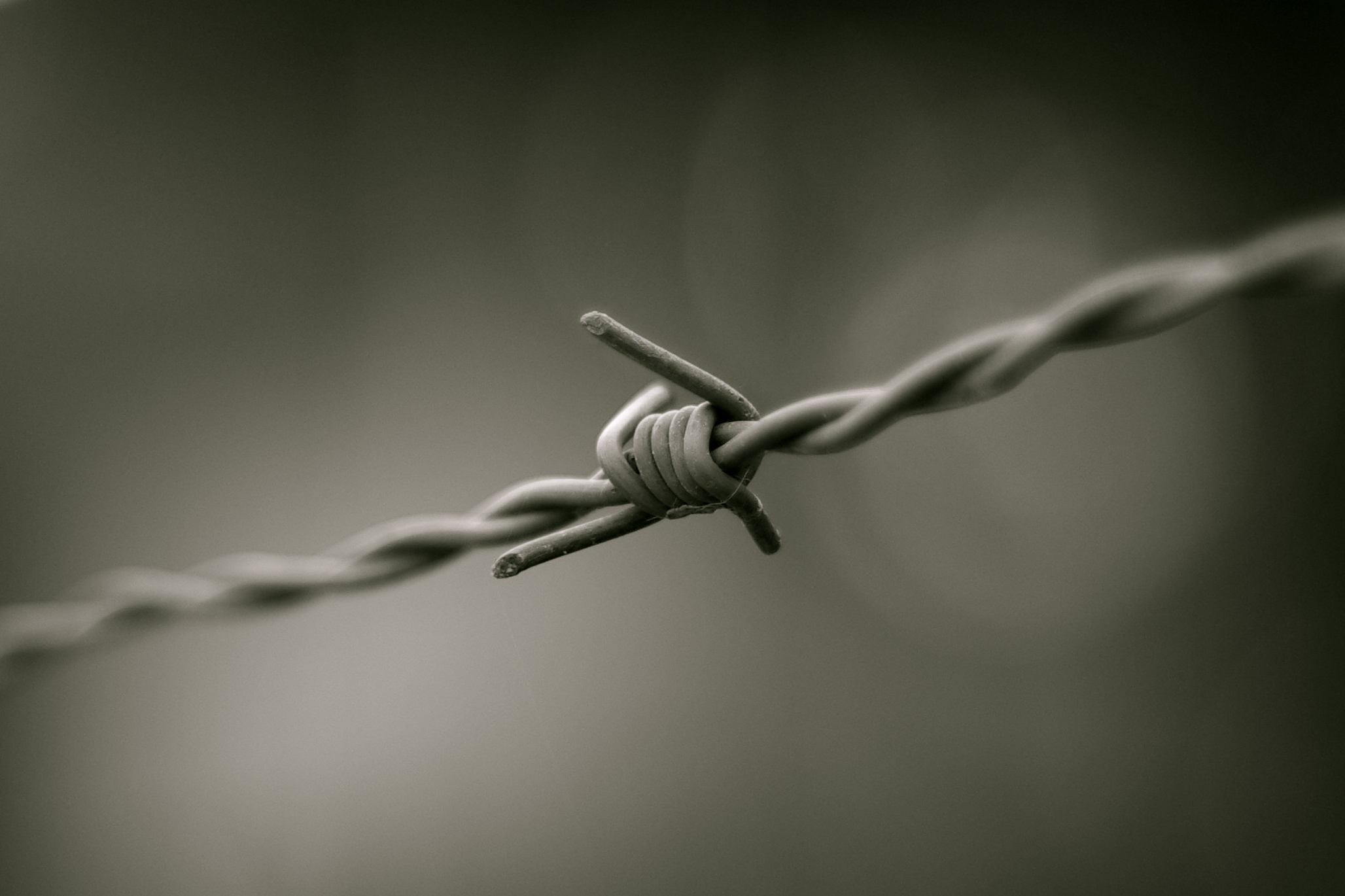
[http://www.reabit.org.ua/nbr/?st=3®ion=&ss=Рудківці&logic=or&f1_type=begins&f1_str=&f2_type=begins&f2_str=&f3_type=begins&f3_str=&f4_from=&f4_till=&f7%5B%5D=all&f14%5B%5D=all#list Національний банк репресованих

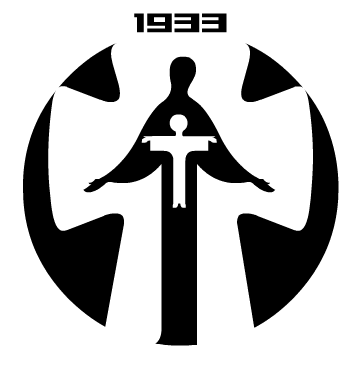
[https://victimsholodomor.org.ua/khmelnytsky/easytable/25-peoples-new.html?start=300 Список жертв Голодомору, Хмельницька область

Поблизу Івашковець наявні язичницькі жертовники з кам'яними ідолами.
Згадується з XVII століття.
З XVI століття територія села належала до Кам'янецького повіту. За адміністративним поділом з 1795 року село перейшло до Ушицького повіту.
У XIX столітті належало до маєтків генерала А. Дівова. Під час польського повстання 1831 року він виселив з села 10-15 католицьких родин, які перебралися до сусідніх сіл. У 1845 році відбулися виступи селян села Івашківці та сусідніх сіл проти жорстокості управителя Шмідта. Виступи було придушено військами. Далі село відійшло барону П. П. Местмахеру. 
У 1898 році в селі мешкали 696 чоловіків та 718 жінок, майже всі православні українці та селяни, за виключенням єврейського населення: 3 чоловіків та 4 жінок. Мешканці були переважно землеробами, основними культурами були злаки та кукурудза, також займалися ткацтвом та садівництвом. Працювали на власних наділах, а також наймалися до земель поміщика, псаломщика, священика та міщан з Нової Ушиці. Восени молоді чоловіки їхали на заробітки до Бессарабії.
Станом на 1914 рік землею в селі та навколо нього володіли:
- Мацнева Ольга Павлівна (250 десятин в Івашківцях та сусідньому селі Песець)
- Местмахер-Будде Віктор Вікторович (250 десятин в Івашківцях і Песці)
- Немінський Володимир Станіславович (308 десятин)
- Самсонович Григорій Іванович (100 десятин)[5]

Жителі зазнали сталінських репресій, потерпали від голодомору 1932–33 років.
З 1991 року в складі незалежної України.
У 2012 році село взяло участь у конкурсі спільного проекту ЄС та Програми розвитку ООН «Місцевий розвиток, орієнтований на громаду — ІІ». В рамках цієї програми було відремонтовано сільську школу.
20 серпня 2015 року шляхом об'єднання сільських рад, село увійшло до складу Новоушицької селищної громади. Об'єднання в громаду має створити умови для формування ефективної і відповідальної місцевої влади, яка зможе забезпечити комфортне та безпечне середовище для проживання людей.
До адміністративної реформи 19 липня 2020 року село належало до Новоушицького району, після увійшло до складу Кам'янець-Подільського району.

## Населення
Населення становить 1114 осіб. Має близько 900 дворів.

### Мова
У селі поширені західноподільська говірка та південноподільська говірка, що відносяться до подільського говору, який належить до південно-західного наріччя.
Розподіл населення за рідною мовою за даними перепису 2001 року:
| Мова                | Відсоток |
| ------------------- | -------- |
| українська          | 98,17%   |
| російська           | 0,72%    |
| інші/не визначилися | 1,11%    |

## Сільська рада
Колишній Івашківській сільській раді підпорядковувалось селище Загродське.
Староста громади — Борейко Юрій.

## Політика
На виборах до районної ради в 2015 році в селі було утворено окремий одномандатний округ, зареєстровано 894 виборця.

## Освіта
В селі працює дитячий садок
Також є Івашковецька загальноосвітня школа I-II ступенів. Розташована на вул. Центральній, 57.
Перша церковно-парафіяльна школа була відкрита в селі 1888 року, ініціатором її створення був колишній мировий посередник Ушицького повіту барон фон Рауш. Школа містилася в будиночку в садибі священика, а 1891 року селяни побудували окрему будівлю для неї.

## Медицина
В селі діє фельдшерсько-акушерський пункт.

## Культура

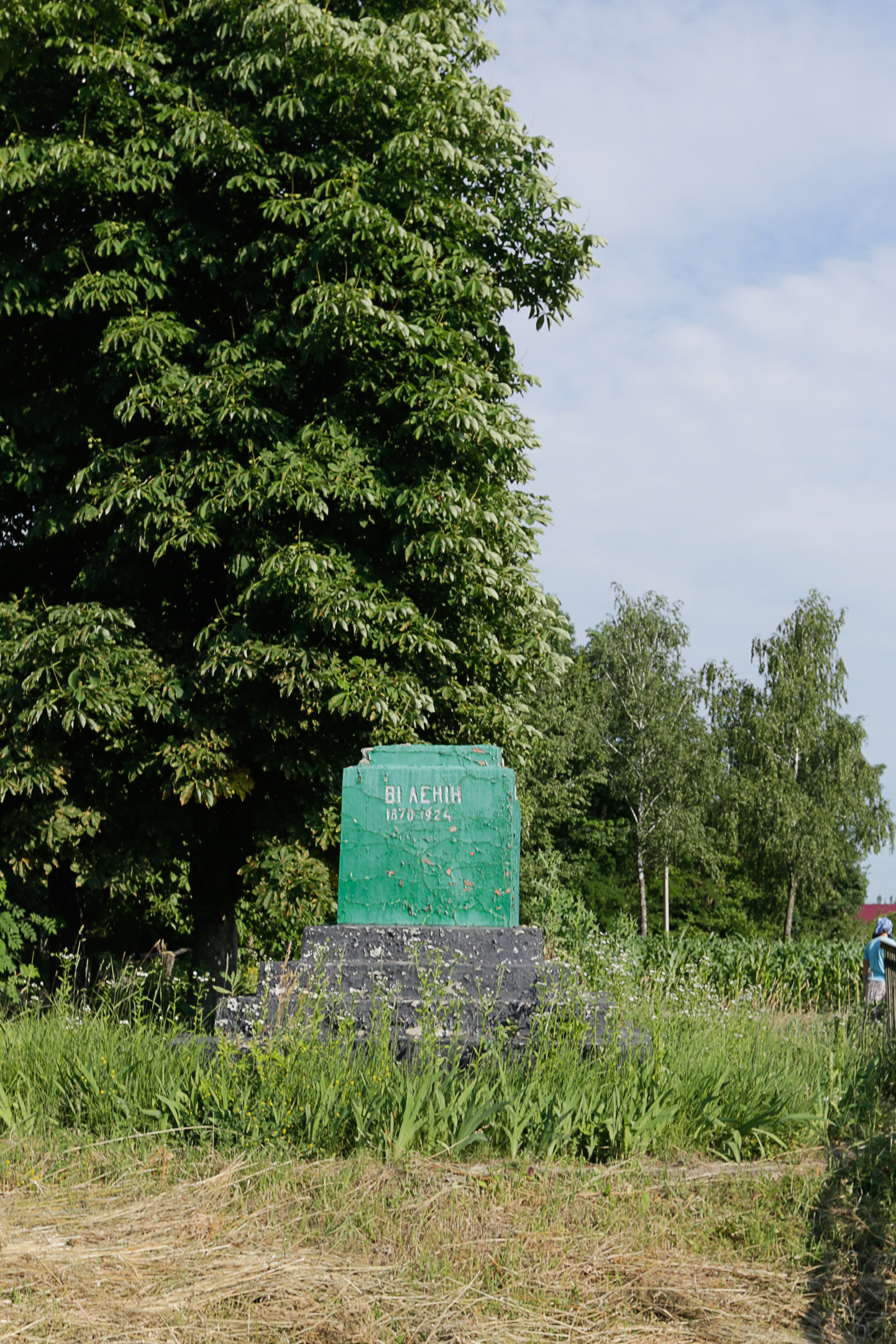
Постамент знесеного в 2015 році пам'ятника Леніну

Працює бібліотека і сільський клуб.

## Релігія
В селі є Свято-Покровський храм. За церковним літописом до церкви в селі була наявна греко-католицька каплиця з цвинтарем. Вперше церква Покрови згадується з 1739 року. Описується як дерев'яна триверха, мала поруч дзвіницю, була подібна до церкви в селі Волоські-Черемиси Могилівського повіту, оскільки ймовірно побудовані одним будівничим. Згоріла під час пожежі 16 серпня 1821 року, від неї лишилася дзвіниця та ікона Миколая Чудотворця. Нову кам'яну одноверху церкву з дзвіницею збудовано на іншому місці в 1822—1832 роках. Церква мала двуярусний іконостас.
1894 року поміщик А. Дівов надіслав до церкви 2 комплекти облачення для священика та оксамитову плащаницю, які коштували 180 рублів.
Також існує церква Сергія Радонєжського. Обидві церкви належать УПЦ МП.
Діє громада Церкви євангельських християн-баптистів, яка збирається у приватному будинку.